# Lloyd Eisler
Lloyd Eisler (n. 28 aprilie 1963, Seaforth⁠(d), Ontario, Canada) este un patinator artistic ce a reprezentat Canada, medaliat olimpic. A participat la 4 ediții ale Jocurilor Olimpice (1984, 1988, 1992, 1994) în care a câștigat o medalie de bronz.